# Cixidia fusca
Cixidia fusca är en insektsart som först beskrevs av Walker 1951.  Cixidia fusca ingår i släktet Cixidia och familjen vedstritar. Inga underarter finns listade i Catalogue of Life.